# Chivoti
Chivoti, auch kivote, ist eine der in Afrika seltenen Querflöten, die von den Digo und anderen, zu den Mijikenda gezählten Ethnien im Süden Kenias an der Küste des Indischen Ozeans gespielt wird. Bei den Digo gehört die Bambusquerflöte zum Begleitensemble des Unterhaltungstanzes sengenya, den institutionalisierte Gruppen von Männern, Frauen und Mädchen bei Festveranstaltungen und Familienfeiern aufführen.

## Verbreitung
Nur vereinzelt finden sich Querflöten im östlichen und südlichen Afrika. Die Kuria am Ostufer des Victoriasees spielen aus Schilfgras oder Bambus bestehende Varianten der ibirongwe, die von John Varnum 1970 beschrieben wurde (dort ausführlicher zur Verbreitung der Querflöten in Afrika). Die afrikanischen Querflöten kommen nur isoliert in einzelnen Gegenden vor, in deren Umgebung Längsflöten gespielt werden. In Ostafrika gehören hierzu die Bambusquerflöte mlanzi (mulanzi) der Gogo in Zentraltansania. Sie gelangte möglicherweise im 19. Jahrhundert mit Handelskarawanen von der arabisch beeinflussten Swahili-Kultur von der ostafrikanischen Küste ins Landesinnere. Die 90 Zentimeter lange ludaya (lusweje) der Bagisu im Osten Ugandas ohne Fingerlöcher wird aus dem Blütenstängel einer Lobelienart (Lobelia deckenii) hergestellt. Sie ist die einzige Querflöte des Landes und könnte eine einfache Nachbildung einer europäischen Piccoloflöte sein, die katholische Missionare im 19. Jahrhundert mitbrachten.
Einen nicht-afrikanischen Ursprung vermerkt Hugh Tracey für die 38 Zentimeter lange quibocolo mit sechs Fingerlöchern im Kongo, von der er 1934 Tonaufzeichnungen anfertigte. Percival Robson Kirby untersuchte in den 1930er Jahren die Musikinstrumente im südlichen Afrika. Er nimmt für die dortigen Flöten einen europäischen Ursprung an. Die Bakalanga im westlichen Simbabwe und im nordöstlichen Botswana spielen die an beiden Enden geschlossene Rohrquerflöte nyele (bei den Shona nyere) mit drei Fingerlöchern, ein Instrument von jungen Viehhirten. Eine kleine Querflöte war die heute verschwundene igemfe der Zulu in Südafrika. Die quer geblasene, unten geschlossene Schilfrohrflöte shitloti bei den Tsonga entspricht der tshitiringo bei den Venda, während die umtshingosi der Swazi mit zwei bis drei Fingerlöchern beim Spiel unten offen bleibt.
Für die chivoti hält Roger Blench eine Herkunft aus Indien für möglich, weil sie mit der indischen Bambusquerflöte bansuri (bansi) Gemeinsamkeiten aufweist. Im Unterschied zu ihren möglichen, normierten Vorbildern fallen Größe und Stimmung der afrikanischen Flöten im Einzelfall recht unterschiedlich aus.
Zu den gegenüber den Querflöten weiter verbreiteten Längsflöten in Kenia gehört die muturiru der Kikuyu mit vier bis acht Fingerlöchern. Sie besteht aus einem etwa 30 Zentimeter langen grünen Zweig, dessen unteres Ende offen ist. Die Luo im Osten des Victoriasees spielen die odundu, auch asili, eine Schilfrohrflöte mit fünf Löchern. Wie bei den Kikuyu wollten junge Männer der Luo mit ihrem Flötenspiel früher das weibliche Geschlecht auf sich aufmerksam machen. Die Iteso in Uganda und im angrenzenden Kenia spielen die 30 Zentimeter lange auleru mit vier Fingerlöchern, indem sie über eine V-förmige Kerbe am oberen Rand blasen. Mit 47 Zentimetern länger und ansonsten ähnlich ist die mulele der Tachoni, einer Untergruppe der Luhya im Westen Kenias. Die Turkana im Nordwesten Kenias nennen ihre Längsflöten ebune oder elamaru. Wie bei der muturiru wird zur Herstellung das weiche Mark aus dem Innern eines grünen Zweiges entfernt und die entstandene Röhre anschließend an der Luft getrocknet. Die Turkana-Flöte, die je nach den Bedürfnissen des Spielers eine Länge bis zu 85 Zentimeter erreichen kann, wird von Hirten gespielt und ist als frühmorgendlicher Weckruf zu hören.

## Bauform
Die chivoti besteht wie die umwere – die rund 58 Zentimeter lange, größte Variante der ibirongwe – aus einem zylindrischen Bambusrohrabschnitt, dessen Länge beim Instrument der Digo etwa 23 Zentimeter mit einem Durchmesser von 2,5 Zentimetern beträgt. Das untere Ende ist offen, während sich das angeblasene obere Ende an der Stelle eines natürlichen Bambusknotens befindet. Die meist ovale Anblasöffnung misst in der Breite 1,75 Zentimeter, sie kann auch kreisrund oder rechteckig sein. Um die Spielröhre schlanker zu machen, wird sie mit einem Messer bis auf eine Wandstärke von 0,3 Zentimetern abgeschabt. Die sechs Fingerlöcher sind in ungleichmäßigen Abständen von durchschnittlich 1,25 Zentimetern angeordnet. Die Tonfolge einer untersuchten Flöte war g1 – a1 – c1 – d♯2 – f2 – g♯2.
Die Spielröhre kann mit bunten Kügelchen verziert sein, die an einer Kordel vom unteren Ende herabhängen. Die Farben Weiß, Schwarz, Blau und Rot richten sich bei den Digo nach den Symbolfarben der sengenya-Tanzgruppen. Die meisten Musiker fertigen ihre Flöte selbst an.

## Spielweise
Mijikenda ist ein Oberbegriff für neun zu den Bantu gehörende, kulturell eng miteinander verwandte Ethnien an der kenianischen Küste und dem angrenzenden Küstenstreifen in Tansania. Außer den Digo im südkenianischen Kwale County spielen zumindest die Rabai, Duruma und Giriama die Querflöte chivoti.
Sengenya-Tanzensembles sind vor allem bei den Digo und in unterschiedlich kultivierten Formen auch bei anderen Mijikenda-Gruppen verbreitet. Das übliche Begleitensemble beim sengenya der Digo besteht aus sechs Trommeln: zwei puo (chapuo) genannte zweifellige Röhrentrommeln mit geringfügig verschiedenen Felldurchmessern, zwei etwas größere Zylindertrommeln, nchirima, und zwei senkrecht gespielte Trommeln, bumbumbu, die  auf drei kurzen Füßen stehen. Als Blasinstrument wird neben der chivoti das 30 oder mehr Zentimeter lange konische Doppelrohrblattinstrument (Kegeloboe) nzumari (zomari) verwendet, dessen Swahili-Name von den arabischen Blasinstrumenten mizmar und zummara abgeleitet ist. Es wird mit Zirkularatmung geblasen. Hinzu kommt ein Aufschlagidiophon in Gestalt eines Edelstahltellers mit aufgebogenem Rand (patsu, upatsu oder ukaya) ähnlich einem indischen thali und einem jemenitischen sahn, der in der Küche als Servierschale verwendet wird und im Ensemble den Takt vorgibt. Ferner kommen die kleinen, paarweise zusammengeschlagenen Gefäßrasseln nzuga zum Einsatz. Sie ergänzen die Taktschläge des Tellers. Ein weiteres Perkussionsinstrument bei Tänzen der Digo ist die Floßrassel kayamba.
Die Führungsrolle übernimmt der Meistertrommler, welcher die beiden nchirima und die bumbumbu spielt. Neben ihm stehen zwei puo-Spieler, links oder rechts vor ihm sitzt der patsu-Spieler. Die Perkussionsgruppe wird von den chivoti- und nzumari-Bläsern flankiert. Nachdem die Schlaginstrumente mit einem einfachen Grundrhythmus begonnen haben, der bald von den komplexeren rhythmischen Strukturen des Meistertrommlers überlagert wird, beginnt die chivoti mit der melodischen Ausgestaltung, die auf drei musikalischen Themen basiert. Falls eine nzumari vorhanden ist, wechseln sich die Bläser bei der Melodiebildung regelmäßig ab. Die Blasinstrumente spielen nur zusammen mit den Trommeln. Die Trommler singen nicht, während sie spielen. Den Chor bei den Tanzaufführungen bilden männliche oder weibliche Tänzer, die auf die Vorsänger unter den Tänzern antworten. Die Blasinstrumente setzen erst ein, wenn die Sänger ein Lied beendet haben und während die Trommler weiterspielen.
Die Tänzer kommen in zwei Reihen von Männern und Frauen daher. Zu dem als weich beschriebenen Tanzstil gehören wiegende Schritte und das Schütteln der Schultern. Die sengenya-Ensembles treten zur Unterhaltung bei privaten Familienfeiern wie Hochzeiten auf, an Nationalfeiertagen und an Ramadhani-Feiern zum Ende des muslimischen Fastenmonats Ramadan.